# Robèrt Lafont
Robert Lafont (Nimes, 1923-Florencia, 24 de junio de 2009) fue un lingüista, historiador de la literatura occitana, poeta, novelista y dramaturgo francés, es un representante de la identidad occitana.

## Biografía
Con 18 años participó en la Resistencia francesa, en un grupo de la comarca de Des Cevennes (Loreze). Junto a Tristan Tzara y Jean Cassou fundó el Instituto de Estudios Occitanos. Fue profesor de instituto y posteriormente profesor de lengua occitana en la Universidad de Montpellier hasta 1986. Se ha destacado por su defensa del occitanismo. 

## Trayectoria
Hombre de una actividad intelectual extraordinaria, fundó el Comitat Occitan d'Estudis ed'Accion (Comité Occitano de Estudios y de Acción, COEA) y asumió la dirección de diversas publicaciones periódicas ("L'ase negre", 1946, "Viure", 1962).
Escritor prolífico, su obra presenta dos líneas esenciales e integradas: una de divulgación doctrinal en francés, donde ha estudiado la situación no solo occitana sino de todas las minorías dentro del estado francés; y otra propiamente de creación en lengua occitana, que constituye el punto de partida de la verdadera novela en occitano y que es también una ruptura total con la tradición folclórica anterior. Ha sido uno de los teorizadores del llamado colonialismo interno para hacer referencia a la situación occitana.
También ha producido teatro de animación social. Ha sido presidente del Institut d'Estudis Occitans  y en 1974 presentó su candidatura a las elecciones presidenciales francesas que fue rechazada. 

## Obras

### Poesía
- Dire (1945-53),
- La loba (1959),
- Poèma a l'estrangièra (1960)
- Aire Liure (1974)
- Lausa per un solèu mòrt e reviudat (1984)

### Narraciones
- La vida de Joan Larsinhac, (1951)
- L'Icòna dins l'Iscla (1971)
- Lo Decameronet (1983)
- La Festa (1983-84), formada por Lo Cavalier de Març y Lo Libre de Joan.
- L'enclaus (1992)

### Teatro
- Dòm Esquichòte (1973)
- Lei cascavèus (1977)
- La Croisade (1983)

### De divulgación
- La Révolution régionaliste (1967)
- Sur la France (1968)
- Décoloniser en France (1971)
- Le Travail et la Langue (1978) estudio sociolingüístico
- Nous, Peuple européen (1991)
- La Nation, l'État, les Régions (1993)